# Zjawisko optyczne

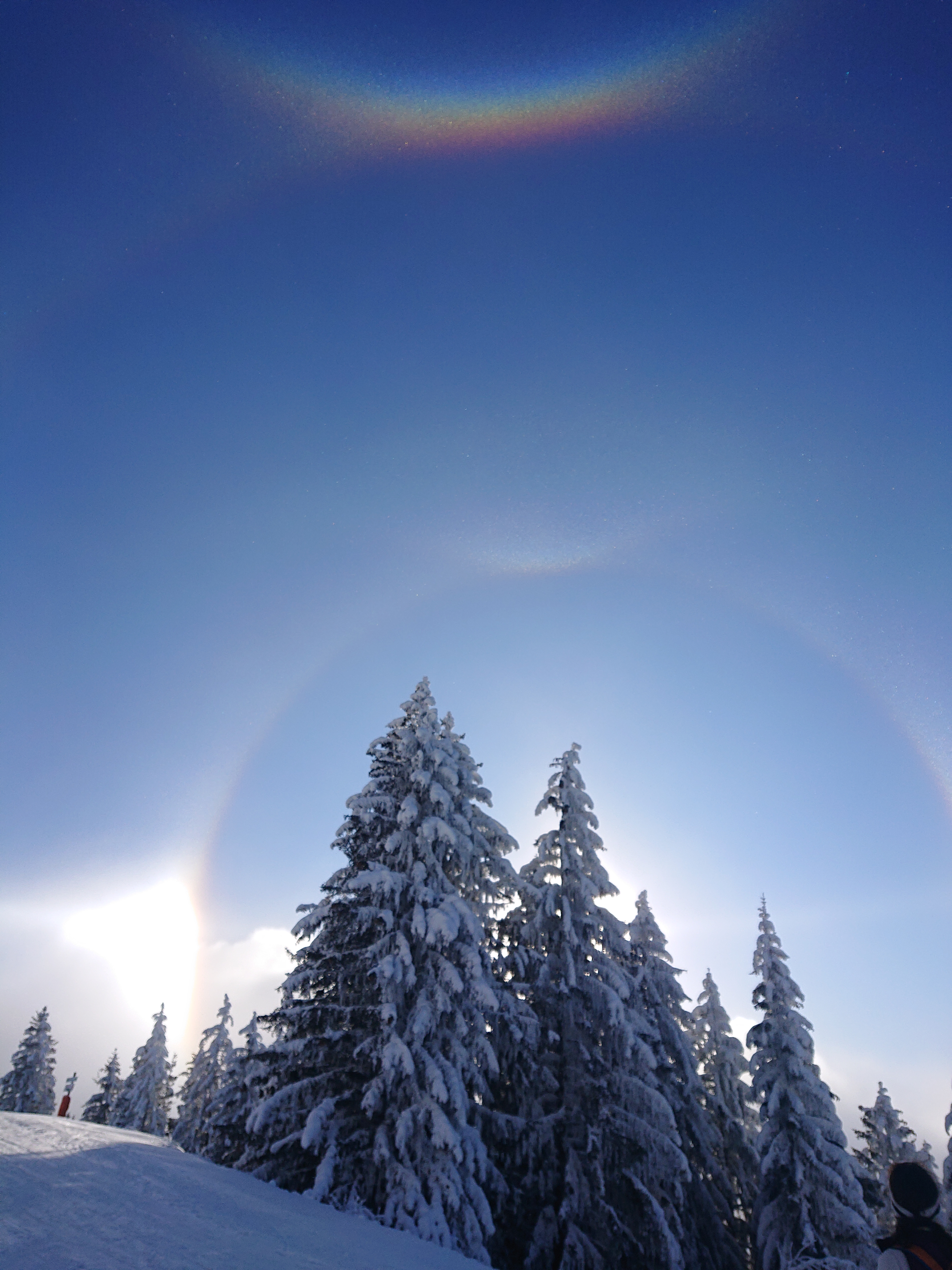
Halo, przykład zjawiska optycznego

Zjawisko optyczne – każde zjawisko dotyczące oddziaływania światła z materią.

## Podstawowe zjawiska optyczne
- odbicie
- załamanie (refrakcja)
- ugięcie (dyfrakcja)
- polaryzacja
- dwójłomność

## Zjawiska optyczne obserwowane w atmosferze
Przechodzeniu światła przez atmosferę ziemską towarzyszą m.in. takie zjawiska jak
- gloria
- halo
- iryzacja
- łuk okołohoryzontalny
- miraż (fatamorgana)
- refrakcja atmosferyczna
- słońce poboczne (parhelion, słońce pozorne)
- słup słoneczny (słup świetlny)
- tęcza
- widmo Brockenu (zjawisko Brockenu, mamidło górskie)
- wieniec (aureola, potocznie "Lisia czapa")

## Zjawiska optyczne w mineralogii
- asteryzm
- iryzacja

## Pozostałe zjawiska optyczne
- tryboluminescencja